# Bomba planadora
|  | No s'ha de confondre amb Bomba volant. |

Una bomba planadora (anglès: glide bomb) és un tipus d'arma militar inventada durant la Primera Guerra Mundial, tot i que no va ser utilitzada durant aquest conflicte. Estan dissenyades per poder destruir objectius militars altament protegits des d'una distància segura.

## Història
Amb els avenços tecnològics, a l'Alemanya nazi van aparèixer models millorats durant la Segona Guerra Mundial, amb guia remota que els va convertir en una arma formidable. 

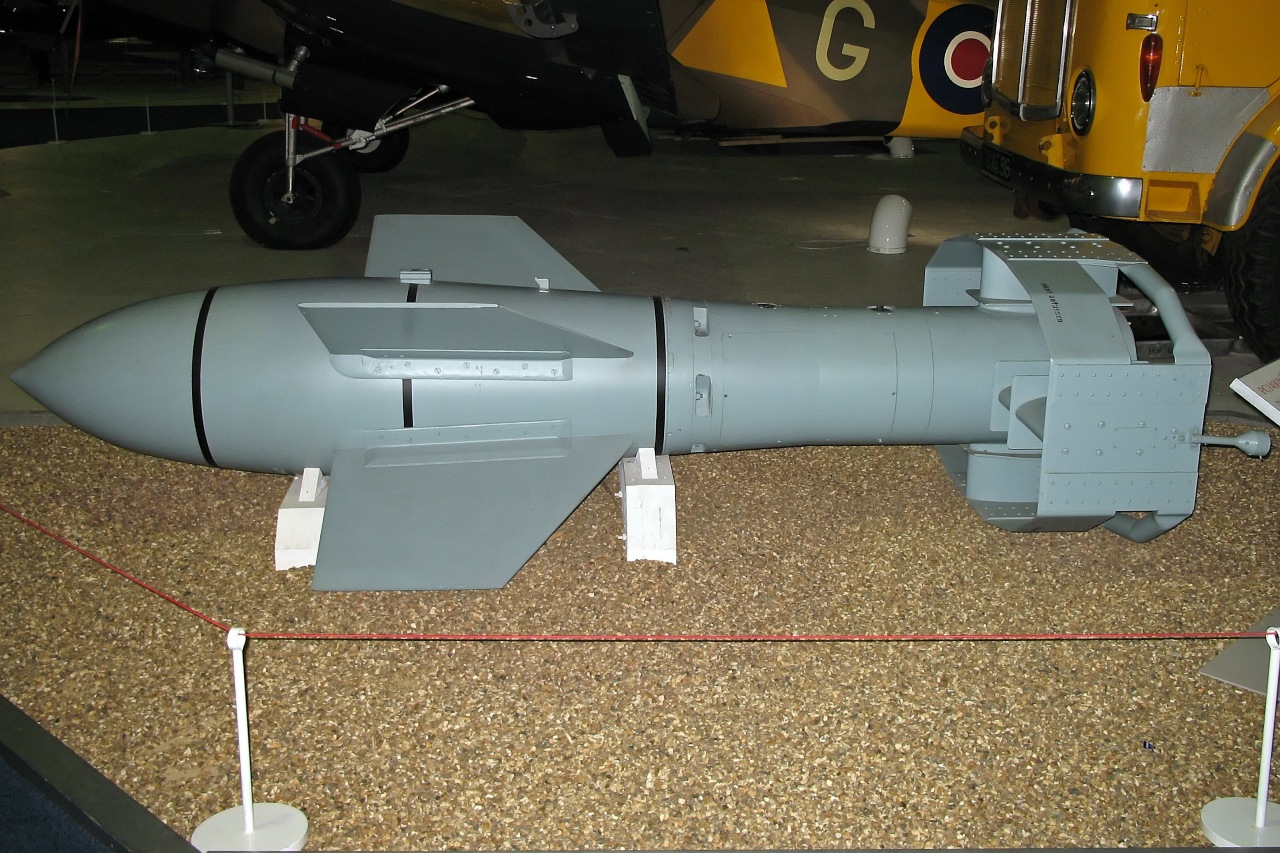
Una bomba planadora alemanya Fritz X, juliol de 1943 - 1944.

El Fx 1400 Fritz X. És el segon vehicle guiat antinau que va posar en servei l'Alemanya nazi després del Henschel Hs 293 A. El seu abast era d'aproximadament de 5 a 9 km, la seva altitud mínima d'alliberament de 5.000 m i la seva velocitat màxima de caiguda de 280 m/s.
Els avenços realitzats en el camp de la propulsió a reacció van permetre, durant la Guerra Freda, produir míssils aire-mar que ja no necessitaven ales per a la sustentació, sinó només superfícies de control reduïdes (cua). Aleshores, la bomba planadora va desaparèixer de l'arsenal de les grans potències, amb algunes excepcions.
Aquest tipus d'armament no és nou. Es va inventar per primera vegada durant la Primera Guerra Mundial, encara que no s'utilitza. Va ser durant la Segona Guerra Mundial que la bomba es va convertir en una arma formidable, sobretot amb el progrés tècnic de l'Alemanya nazi, dotant-la d'un sistema de guia remota. Avui dia, l'exèrcit rus incorpora ara un sistema i aletes molt més moderns que li permeten planejar sense propulsió. Els danys causats per aquestes bombes són considerables, amb cràters de 15 metres de diàmetre. S'han convertit en un autèntic objecte de propaganda per als russos.

## Segle XXI

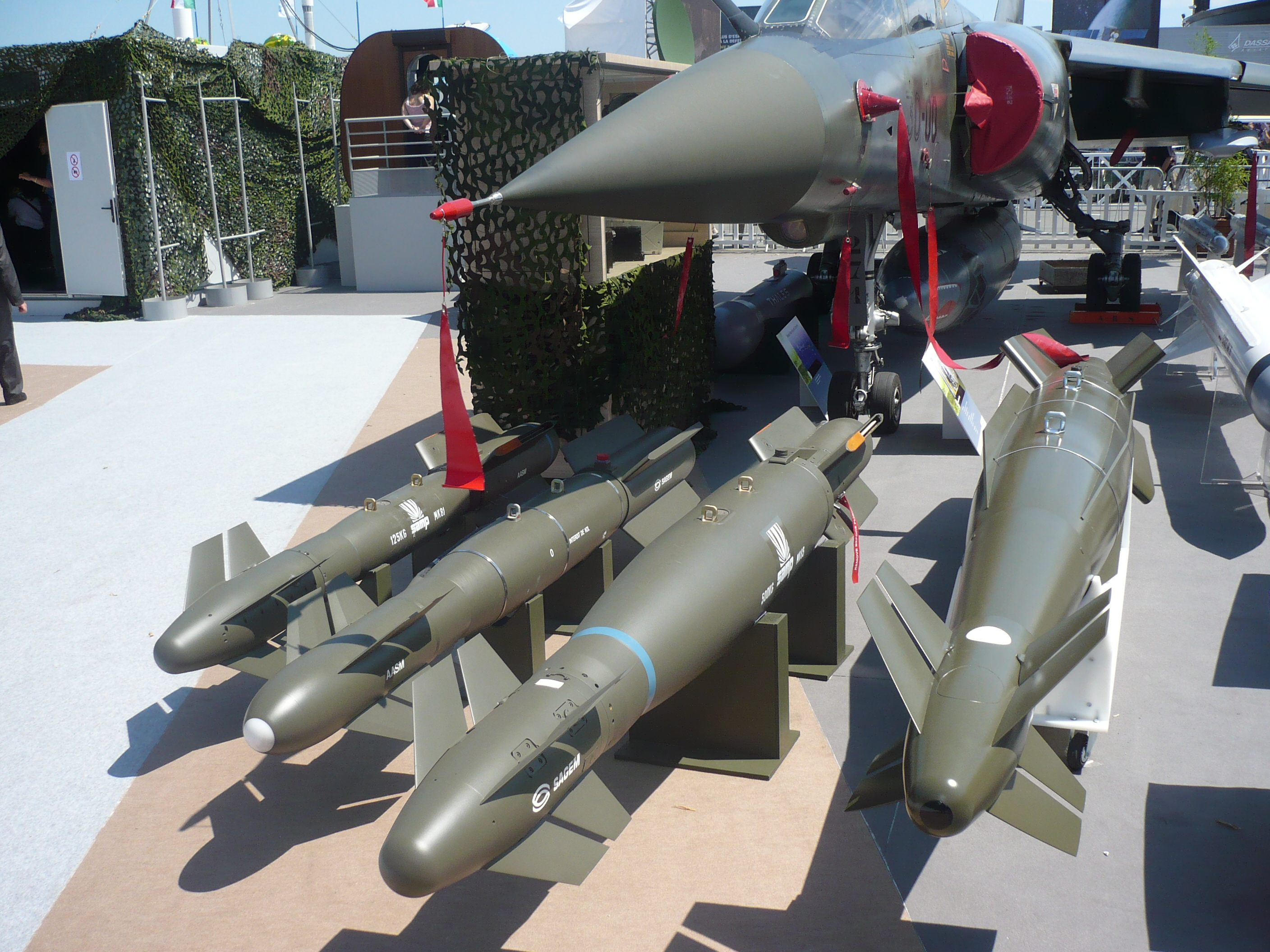
Diferents tipus d' AASM.

L'any 2024, una de les característiques de la batalla d'Avdiivka i avui de la batalla post-Avdiivka és l'ús massiu per part dels russos de la seva aviació tàctica, avui capaç de disparar bombes planadores mantenint-se a unes desenes de quilòmetres del front. La seva càrrega explosiva (fins a 1,5 tones per als FAB-1500 i KAB-500L ) i el seu poder destructiu són molt més grans que els de l'artilleria convencional o els drons.
- Ucraïna : França s'ha compromès a subministrar a Ucraïna una cinquantena de bombes A2SM cada mes el 2024.[8] Primer ús provat el 5 de març de 2024.[9]

- França : L'exèrcit francès porta l'AASM als seus avions Dassault Rafale Marine, des del 2008. Implementat a partir d'aquests, l'armament modular aire-terra (AASM) té la missió de destruir o neutralitzar objectius terrestres. Cada Rafale pot portar sis bombes. L'arma va ser disparada durant els conflictes a l'Afganistan, Líbia, Mali i l'Iraq.[10]

- Estats Units : El Paveway IV és l'última generació de Paveway (GPS/INS de mode dual i bomba guiada per làser) a partir del 2019, està construït per Raytheon UK al Regne Unit.[11]

### Escalada de potència
Les Forces Armades d'Ucraïna tenen ara GLSDB (bomba de petit diàmetre llançada a terra) i s'han utilitzat en el camp. Esperada per una mica més d'un any, aquesta combinació d'un coet amb una bomba planejant permet als ucraïnesos gairebé duplicar l'abast de l'HIMARS i l'MLRS, alhora que augmenta la precisió.
- Rússia 2024 : Les FAB-3000 són el doble de pesats que les FAB-1500,,[12] elles-mêmes trois fois plus lourdes que les FAB-500. Però el gran perill ve sobretot dels kits de guia que permeten transformar-les en « bombes planadores ».[13]

| « | Serguei Xoigu no semblava gaire alt al costat del "FAB-3000" durant la seva visita a una fàbrica d'armes el 21 de març prop de Nijni Novgorod, al centre de Rússia. Rússia ha començat la producció massiva de bombes aèries FAB-3000 des del febrer, va explicar en aquesta ocasió el Ministre de Defensa de Rússia. | » |

31 de març: durant més de dues setmanes, Rússia va intensificar els seus atacs a la infraestructura crítica d'Ucraïna llançant desenes de drons kamikazes. [o municions operades a distància – MTO] i míssils de creuer. A més, també va generalitzar l'ús de bombes planadors "KAB-1500B" i "KAB-3000" dissenyades per destruir objectius militars altament protegits des d'una distància segura. Segons Kíev, almenys 3.500 han estat llançats per caces bombarders russos des de l'1 de febrer.'.

## Galeria

Bombes planadores
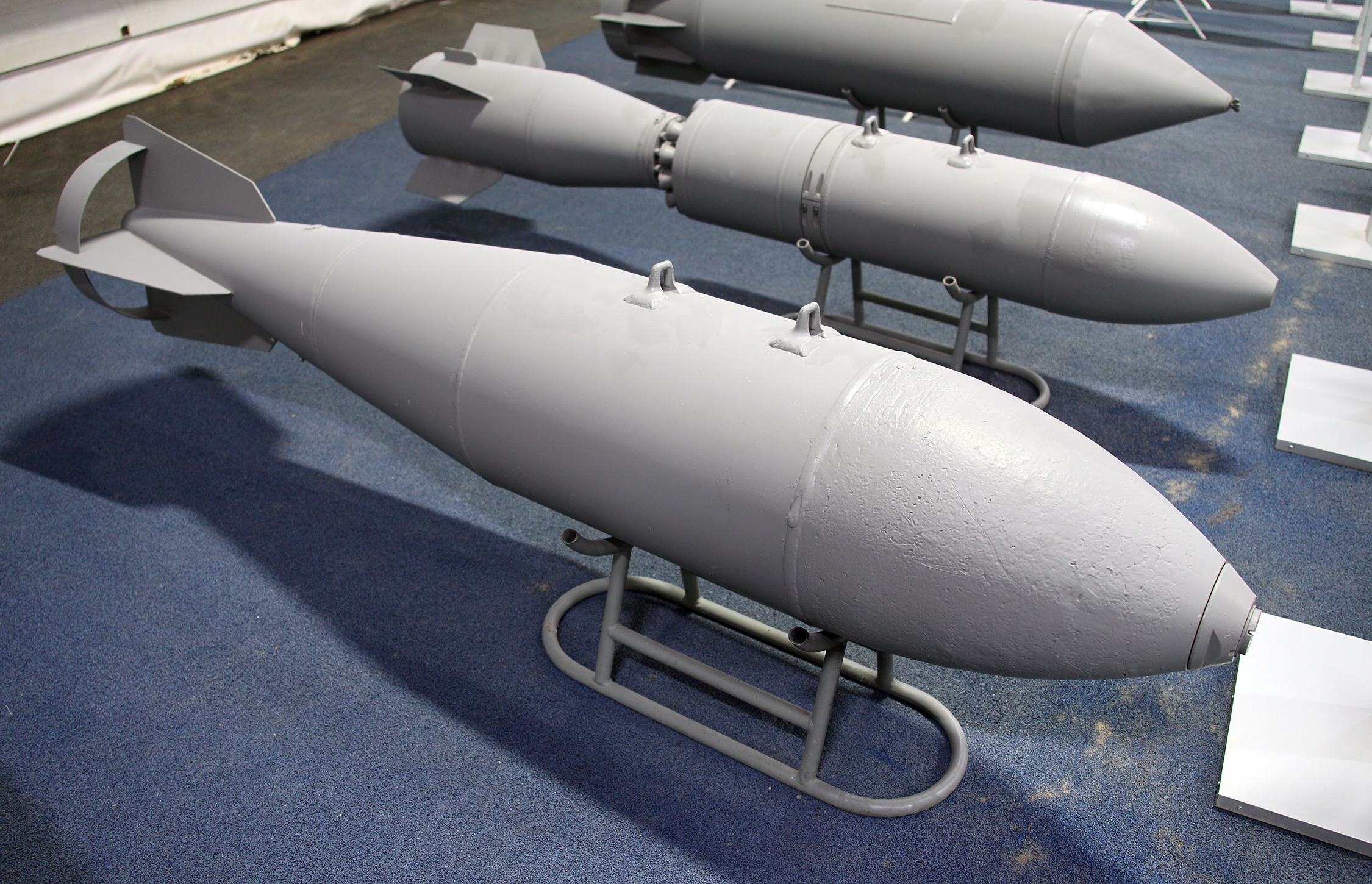
Bomba altament explosiva FAB-500 M62, bomba planadora russa.
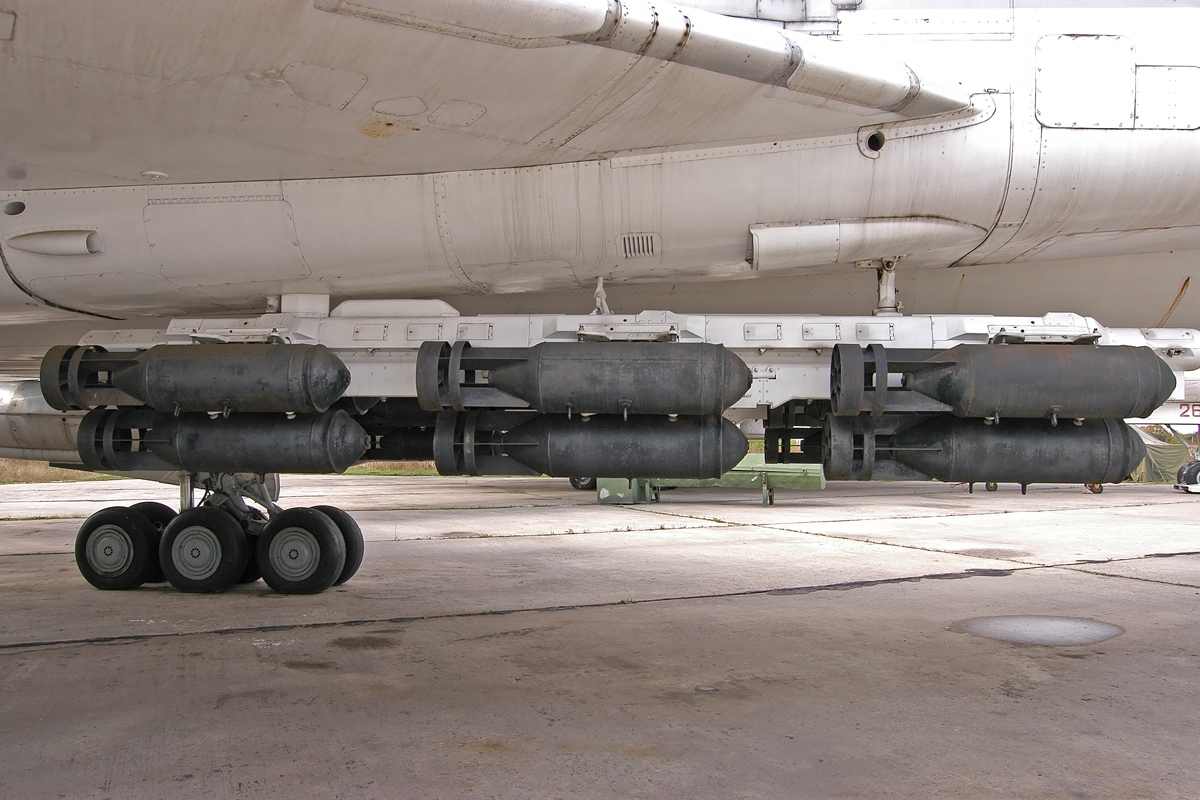
Fins a 18 bombes FAB-500 M-54 sobre dues pilones sota les ales i la badia interna d'unTu-22.
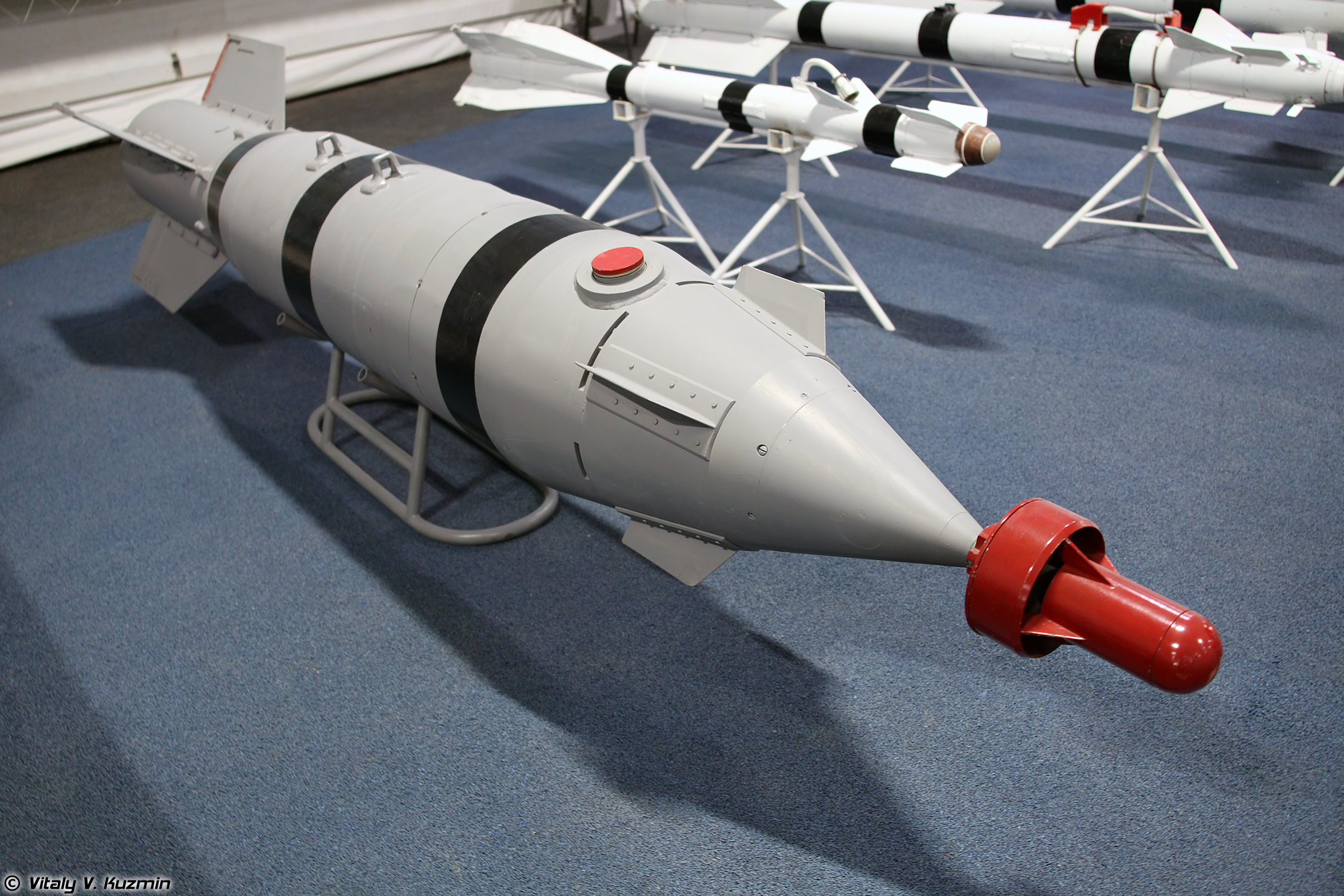
Bomba planadora KAB-500L i KAB-500S-E al Patriot Park.
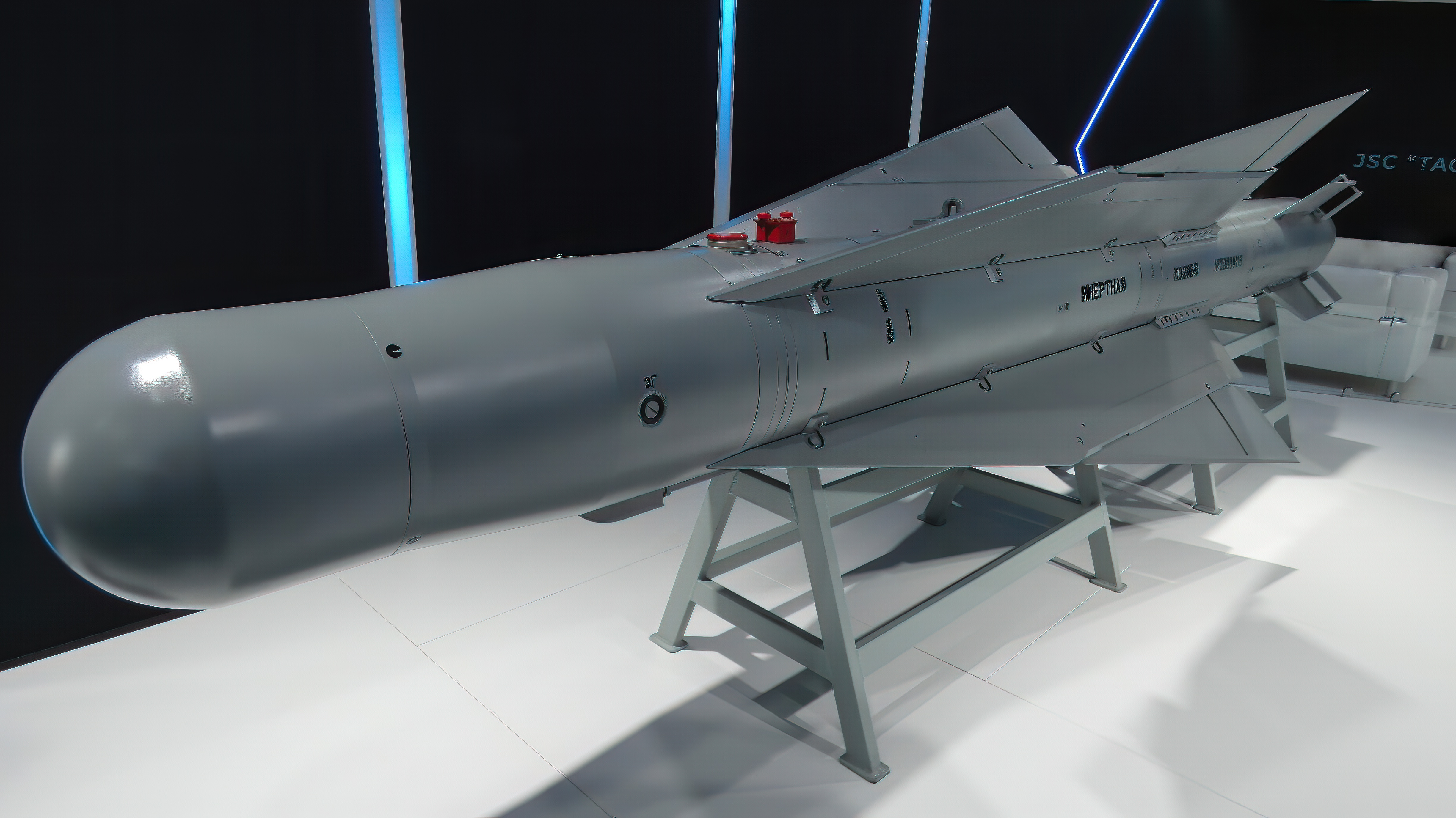
Bomba planadora guiadaKAB-1500S-Ealsaló aeronàutic MAKS-2021.
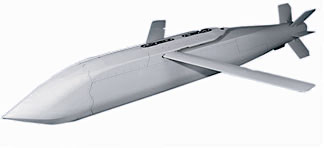
El AGM-154és una família de bombes planadores americanes pertanyent a la classe dels 1 000 llibres (454 kg).
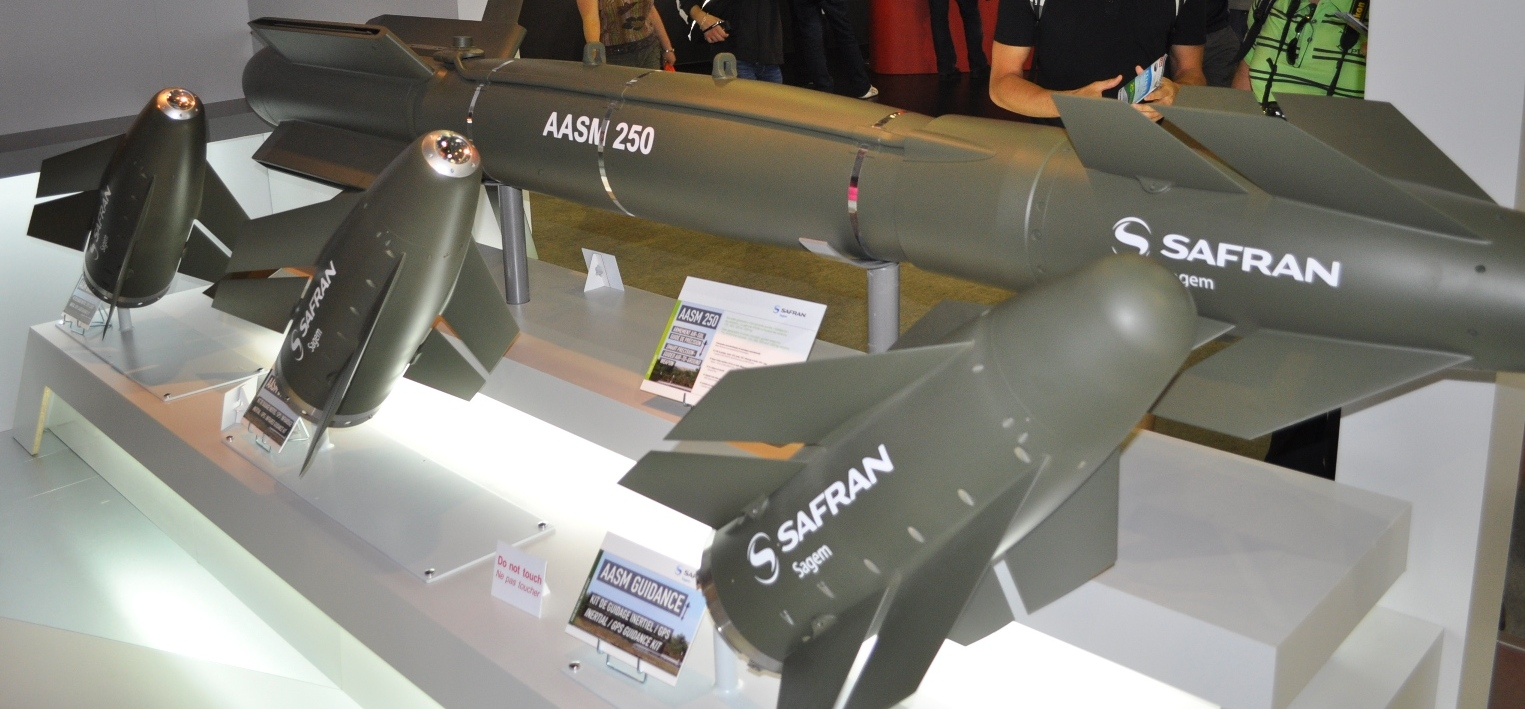
Armament aire-terra modular, presentat alsaló de Le Bourget2011, estand Safrà. Són visibles : una AASM completa i els tres kit de guiatge : INS/GPS/Làser, INS/GPS/infraroig i INS/GPS.
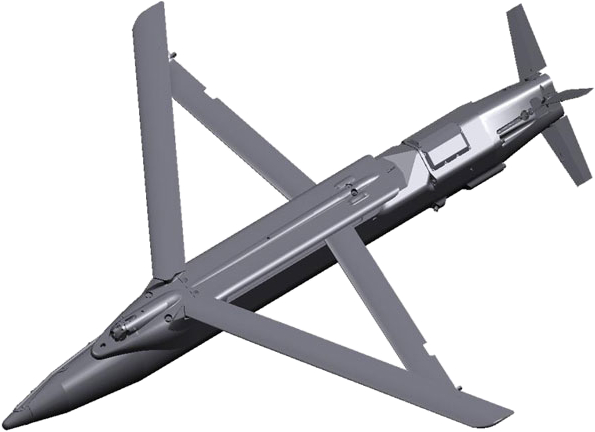
Bomba guiada planadora BoeingGBU-39.